# Central nuclear de Sinop
La Central nuclear de Sinop  (en turco: Sinop Nükleer Enerji Santrali)  es una planta nuclear planeada ubicada en Sinop en el norte de Turquía. Esta será la segunda planta de energía nuclear del país después de la Planta de Energía Nuclear Akköy también proyectada. El contrato para el proyecto Se firmó sobre una base de construcción operación y transferencia (BOT) entre el primer ministro turco, Recep Tayyip Erdoğan, y su homólogo japonés Shinzo Abe, el 3 de mayo de 2013. El proyecto de 22 mil millones de dólares será llevado a cabo por Atmea, un consorcio de empresa conjunta entre la japonesa Mitsubishi Heavy Industries y la francesa Areva.
Se prevé que la primera unidad de la planta de Sinop estará activa en 2023, y la cuarta unidad entrará en servicio en 2028.